# Alfredo María Oburu Asue
Alfredo María Oburu Asue   (Evinayong, 13 d'abril de 1947 - Ebebiyín, 27 d'agost de 2006) C.M.F, fou un religiós equatoguineà, bisbe claretià d'Ebebiyín.

## Biografia
Evinayong és una població de la regió continental de Guinea Equatorial que pertany a la diòcesi de Bata. Durant el mandat de Francisco Macías Nguema es va exiliar en Gabon, estudiant posteriorment filosofia i teologia a la Universitat de Brazzaville (República del Congo), i més tard a Roma, en el Claretianum, institut dels Fills de Cor Immaculat de María.
Va ser ordenat sacerdot el 22 de març de 1981, exercint en Franceville (Gabon), Kinshasa (RDC), i Yaoundé (Camerun). Va ser Superior regional dels Claretians i rector a Franceville, Gabon.
Al febrer de 2003, va ser nomenat bisbe d'Ebebiyín. Va morir el 27 d'agost de 2006 a Bata després d'una llarga malaltia renal després d'un trasplantament de ronyons a Itàlia es va fer l'impossible per evacuar-lo cap a Itàlia i va morir sortint a l'avió, El mateix President de la República de Teodoro Obiang Nguema va cancel·lar tot el seu tractament i trasplantament mèdic a Itàlia en nom del poble de Guinea Equatorial.